# Gervais de Belleme

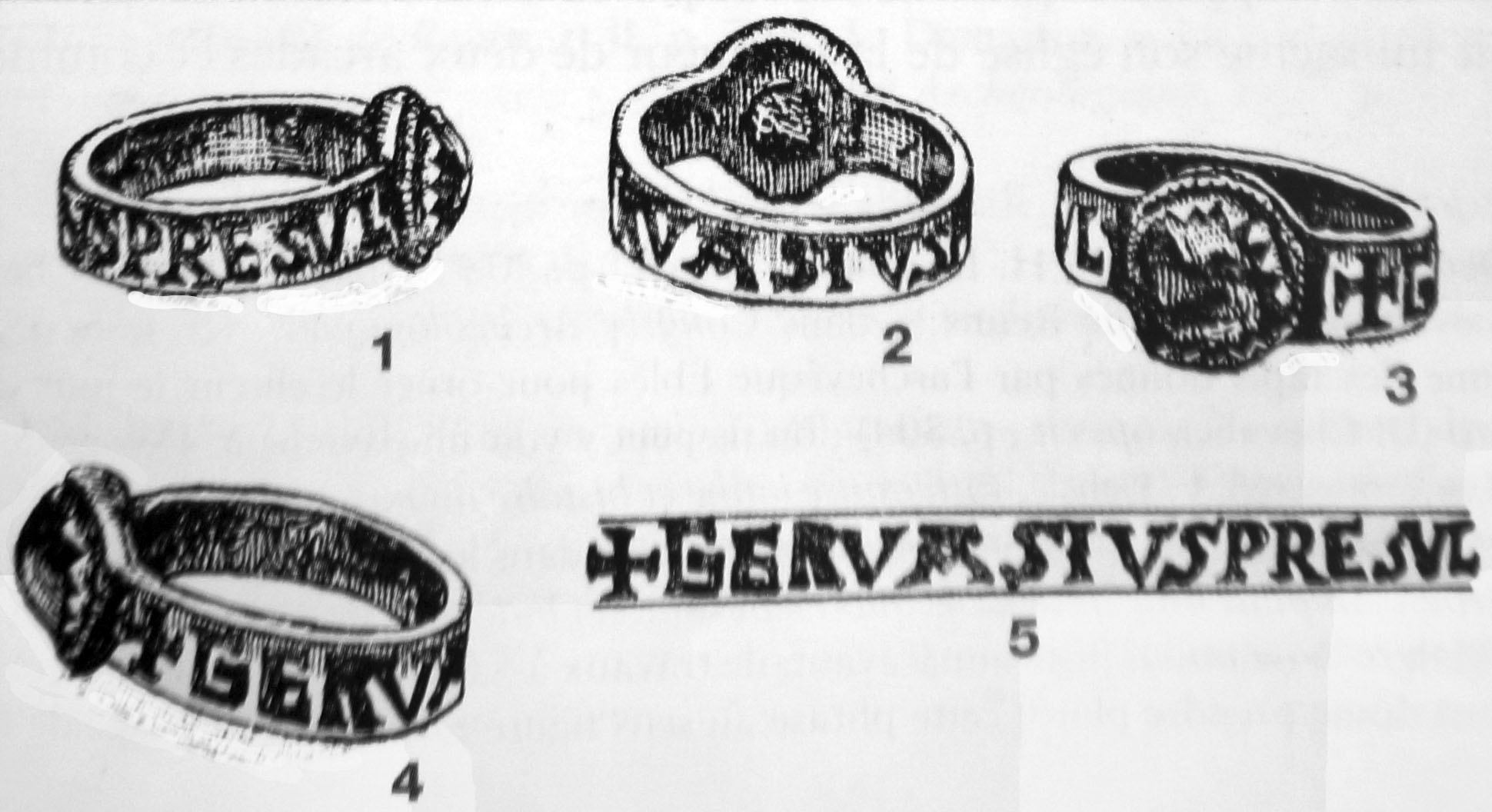
Son anneau épiscopal, retrouvé dans sa tombe (cathédrale de Reims).

Gervais de Bellême, appelé aussi Gervais de La Roche-Guyon, est un descendant d'Aimon, seigneur de Château-du-Loir, et d'Hildeburge de Bellême. Par sa mère, il est le neveu d'Avesgaud, évêque du Mans. Il était d'une maison qui s'armait ainsi : de gueules écartelé d'argent, à la croix ancrée d'argent et de gueules de l'un en l'autre.

## Biographie
La Maison de Château-du-Loir était liée de longue date à la Maison de Blois, et la famille de Bellême à celle d’Anjou ; Gervais de Bellême prend le parti d'Eudes II de Blois dans sa lutte contre les Comtes d'Anjou, et c'est sous l'influence de celui-ci qu'il devient évêque du Mans, en 1036.
Le 15 octobre 1055, Gervais de Bellême est intronisé archevêque de Reims, à la suite de la demande du roi Henri Ier au pape Victor II. Il est le 44e archevêque de Reims.
Gervais de Bellême procède au sacre de Philippe Ier en 1059, en la cathédrale de Reims. Philippe, alors âgé de 7 ans, est sacré du vivant de son père, coutume instaurée par les premiers capétiens.
En attendant la majorité de Philippe, Gervais exerce la co-régence du royaume, de 1060 à 1066, assisté de la mère (Anne de Kiev) et de l'oncle par alliance (Baudouin V de Flandre) du jeune roi.
Il meurt en 1067.